# Rally de Rumania
El Rally de Rumania  oficialmente Sibiu Rally Romania, es una prueba de rally que se disputa anualmente en Sibiu, Rumania desde 2001. Es fecha habitual del Campeonato de Rumania de Rally y fue puntuable para el Intercontinental Rally Challenge en 2012 y en 2013 entró en el calendario del Campeonato de Europa de Rally.
En su primer año el ganador de la prueba fue el exboxeador rumano Mihau Leu a bordo de un Ford Escort RS Cosworth. Los siguientes seis años fueron de dominio absoluto entre los pilotos Constantin Aur y Bogdan Marisca. El primero se adjudicó la victoria en cuatro ocasiones: 2002 con el SEAT Córdoba WRC, 2003 con el Mitsubishi Lancer Evo VI y 2005 y 2006 con el Lancer Evo IX. Por su parte Marisca se hizo con el triunfo en 2004 y 2007 también con Mitsubishi Lancer Evo VI el primer año y con el Evo IX el segundo. En 2008 venció en la prueba el primer piloto extranjero, el finés Jarkko Miettine, con el Mitsubishi Lancer Evo IX, que se haría con la victoria al año siguiente. En 2010 y 2011 el ganador fue el húngaro Gergely Szabó también con Lancer Evo IX. En 2012 la prueba fue puntuable en su corta existencia para el primer certamen internacional, el IRC. El ganador fue el noruego Andreas Mikkelsen con un Škoda Fabia S2000 que ese año se proclamaría campeón de dicho certamen. Al año siguiente el IRC desapareció fusionándose con el Campeonato de Europa y el rally se mantuvo en el calendario internacional.

## Palmarés
| Año  | Edición                               | Piloto            | Copiloto        | Automóvil                | Series    |
| ---- | ------------------------------------- | ----------------- | --------------- | ------------------------ | --------- |
| 2001 | 1. Sibiu Rally Romania                | Mihai Leu         | Ciprian Solomon | Ford Escort RS Cosworth  |           |
| 2002 | 2. Sibiu Rally Romania                | Constantin Aur    | Silviu Moraru   | SEAT Córdoba WRC         |           |
| 2003 | 3. Sibiu Rally Romania                | Constantin Aur    | Adrian Berghea  | Mitsubishi Lancer Evo VI |           |
| 2004 | 4. Sibiu Rally Romania                | Bogdan Marisca    | Sebastian Itu   | Mitsubishi Lancer Evo VI |           |
| 2005 | 5. Sibiu Rally Romania                | Constantin Aur    | Adrian Berghea  | Mitsubishi Lancer Evo IX |           |
| 2006 | 6. Sibiu Rally Romania                | Constantin Aur    | Adrian Berghea  | Mitsubishi Lancer Evo IX |           |
| 2007 | 7. Sibiu Rally Romania                | Bogdan Marisca    | Sebastian Itu   | Mitsubishi Lancer Evo IX |           |
| 2008 | 8. Sibiu Rally Romania                | Jarkko Miettinen  | Mikko Lukka     | Mitsubishi Lancer Evo IX |           |
| 2009 | 9. Sibiu Rally Romania                | Jarkko Miettinen  | Mikko Lukka     | Mitsubishi Lancer Evo IX |           |
| 2010 | 10. Sibiu Rally Romania               | Gergely Szabó     | Levente Csengy  | Mitsubishi Lancer Evo IX |           |
| 2011 | 11. Sibiu Rally Romania               | Gergely Szabó     | Zoltán Köhler   | Mitsubishi Lancer Evo IX |           |
| 2012 | 12. Sibiu Rally Romania               | Andreas Mikkelsen | Ola Floene      | Škoda Fabia S2000        | IRC       |
| 2013 | 13. Sibiu Rally Romania               | Jan Kopecký       | Pavel Dresler   | Škoda Fabia S2000        | ERC       |
| 2014 | 14. Sibiu Rally Romania               | Cancelado         | Cancelado       | Cancelado                | Cancelado |
| 2015 | 15. Sibiu Rally Romania               | Simone Tempestini | Dorin Pulpea    | Ford Fiesta R5           |           |
| 2016 | 16. Raliul Sibiului                   | Dan Girtofan      | Tudor Marza     | Škoda Fabia R5           |           |
| 2017 | 17. Raliul Sibiului UniCredit Leasing | Dan Girtofan      | Tudor Marza     | Škoda Fabia R5           |           |
| 2018 | 18. Raliul Sibiului UniCredit Leasing | Bogdan Marisca    | Sebastian Itu   | Ford Fiesta R5           |           |
| 2019 | 19. Raliul Sibiului                   | Sebastian Barbu   | Bogdan Iancu    | Škoda Fabia R5           |           |